# Автомобилист (волейбольный клуб, Санкт-Петербург)
«Автомобилист» — советский и российский мужской волейбольный клуб из Санкт-Петербурга. Основан в 1935 году. Трёхкратный чемпион СССР, двукратный чемпион России, четырёхкратный победитель еврокубков. Расформирован в декабре 2024 года.

## История

### Довоенный период
Свою историю клуб ведёт с 1935 года, когда по инициативе Анатолия Николаевича Дмитриева в ленинградском отделении общества «Спартак» была создана волейбольная команда. Летом 1935 года она наряду со спартаковскими коллективами Москвы, Харькова и Днепропетровска приняла участие в первом первенстве Центрального совета «Спартак» по волейболу, и проиграв всего одну партию, стала его победителем. В 1935—1936 годах волейболисты «Спартака» в составе сборной Ленинграда завоёвывали серебряные медали Всесоюзных волейбольных праздников, а в 1937-м стали победителями турнира между командами Ленинграда, Киева и Днепропетровска.
30 августа 1938 года завершился пятый и первый среди клубных команд чемпионат СССР. Пётр Арешев, Михаил Балазовский, Aлексей Барышников, Илья Филановский, Александр Щербин, Анатолий Эйнгорн, Виктор Яшкевич под руководством Анатолия Дмитриева (а по другим данным, играющего тренера Барышникова) первенствовали в финальном турнире шести команд, проходившем на теннисном стадионе ЦДКА. Через год в том же составе ленинградский «Спартак» выиграл в Одессе финальный матч чемпионата СССР у московских одноклубников, причём поединок выдался настолько бескомпромиссным, что затянулся до темноты, был прерван и перенесён на следующий день. В 1940 году в Тбилиси спартаковцы Москвы взяли реванш, оставив ленинградцев с серебряными медалями.

### Команда Алексея Барышникова
В послевоенные годы «Спартаку» не удавалось подняться на пьедестал почёта — в составе команды остались только два волейболиста, побеждавшие на чемпионатах СССР. Михаил Балазовский и Александр Щербин не вернулись с войны. Илья Григорьевич Филановский ушёл в науку, защитил диссертацию, работал на юридическом факультете ЛГУ. Лучший в стране блокирующий Анатолий Эйнгорн стал играть за команду ленинградского Дома Офицеров (ДО), в 1949-м в составе сборной СССР выиграл первый в истории волейбола чемпионат мира.
Возвращение победных традиций «Спартака» в 1950-е годы связано с именем Алексея Барышникова. В 1956 году руководимая им сборная Ленинграда заняла третье место на Спартакиаде народов СССР, а в 1957-м новое поколение ленинградских спартаковцев выиграло золотые медали чемпионата страны: «Спартак» и ЦСК МО имели по итогам первенства одинаковое количество очков и вынуждены были играть дополнительный матч. Молодые спартаковцы вырвали победу со счётом 3:2. В 1958 году «Спартак» выиграл бронзовые медали, а в 1959-м составил основу сборной города, которая под руководством Николая Михеева в финале Спартакиады народов СССР в трёх партиях обыграла команду Москвы. Кроме спартаковцев победителем Спартакиады стал 20-летний Вячеслав Платонов, бывший в ту пору игроком армейской команды города на Неве.
Игроки «Спартака» Владимир Андреев, Юрий Арошидзе, Юрий Худяков, Геннадий Гайковой и Марат Шаблыгин вошли в состав национальной сборной. Кандидат технических наук Юрий Арошидзе, чемпион мира 1960 года, также на протяжении двух десятков лет работал главным инженером объединения «Электросила». Марат Шаблыгин — не только многократный победитель и призёр чемпионатов СССР и международных соревнований, но и доктор химических наук, профессор — более 20 лет он возглавлял кафедру физики Московского государственного текстильного университета имени А. Н. Косыгина и получил в дополнение к спортивному званию мастера спорта СССР почётное звание заслуженного деятеля науки Российской Федерации.

### «Адские водители»
Новый этап в развитии спартаковского волейбола начался в 1967 году, когда играющим тренером команды, выступавшей в то время во втором эшелоне советского волейбола, II группе класса А, стал Вячеслав Платонов. В 1969-м спартаковцы вернулись в I группу, позднее названную высшей лигой, а в 1970 году клуб, сменивший название на «Автомобилист», занял 4-е место. В конце 1970-го Платонов покинул площадку, передав свою футболку с номером «8» 18-летнему Вячеславу Зайцеву, и стал старшим тренером команды.
С 1972 по 1990 год «Автомобилист» завоевал 8 серебряных и 8 бронзовых медалей чемпионатов СССР, одержал четыре победы в еврокубках, но высшая ступень союзного пьедестала почёта команде так и не покорилась. С 1977 года, когда Платонов после двухлетнего периода работы в Кувейте («Автомобилист» в те годы тренировал Анатолий Федотов) возглавил сборную СССР, выиграть чемпионат стало ещё сложнее — из-за необходимости тренера жить на разрыв между клубом и сборной; из-за того, что команды, имевшие в своём составе кандидатов в сборную, в матчах против «Автомобилиста» показывали свою лучшую игру; из-за того, что «Автомобилист» стал своеобразным испытательным полигоном различных тактических новшеств, которые потом брала на вооружение главная команда страны. Острокомбинационный, рискованный, быстрый волейбол, за который «Автомобилист» прозвали «адскими водителями» не всегда приводил к успеху — за эксперименты тренера команда, по признанию самого Платонова, расплачивалась недобором очков в чемпионате.
В 1970—1980-е годы в ленинградской команде выросли Вячеслав Зайцев, Владимир Дорохов, Александр Ермилов, которые стали чемпионами Олимпийских игр в Москве-1980; Юрий Чередник — серебряным призёром Игр в Сеуле-1988.
В 1989 году Платонов уехал работать в Финляндию, главным тренером стал его многолетний напарник Зиновий Чёрный. Им был создан первый в СССР хозрасчётный клуб — волейбольный центр «Автомобилист». Под руководством Чёрного команда выиграла чемпионаты России 1992 и 1993 годов. 20 декабря 1994 года Чёрный скончался в зале одинцовской «Искры» через несколько минут после завершения игры с «Самотлором».

### Падение
На тренерский мостик клуба вернулся Платонов. «Автомобилист», как и многие другие российские клубы, переживал отъезд ведущих волейболистов за рубеж и непростое финансовое положение. Команда после 1995 года не показывала высоких результатов, а по итогам чемпионата России-1997/98, в котором она выступала без отправившихся в зарубежные клубы Руслана Жбанкова и Михаила Чуприса, на год покинула сильнейший дивизион, суперлигу «А». В этих условиях Вячеслав Платонов был вынужден сделать ставку на молодых игроков, работать на перспективу. В тяжёлом для команды 1998 году в основном составе «Автомобилиста» впервые вышел на площадку 17-летний Семён Полтавский, на рубеже веков в Петербурге раскрылся талант Максима Проскурни, Александра Богомолова, Дениса Игнатьева.
Летом 2002 года, когда команда, уже называвшаяся к тому времени «Балтикой», лишилась своих лидеров (Максим Проскурня перешёл в «Динамо», а Семён Полтавский — в итальянскую «Монтикьяри»), стало совсем тяжело. «Балтика» завершила чемпионат на 10-м месте. А в 2005 году, когда компания «Балтика» из-за запрета рекламы пива отказалась от финансирования клуба, команда, снова ставшая «Спартаком», выбыла из Суперлиги. В ночь на 26 декабря 2005 года умер Вячеслав Платонов. Незадолго до смерти Платонова в Санкт-Петербурге открылась его Волейбольная академия.
В сезоне-2005/06 «Спартак» занял последнее место в высшей лиге «А» и «транзитом» проследовал в третий эшелон российского чемпионата. Первенство команд высшей лиги «Б»-2006/07 «Спартак» под руководством Андрея Владимировича Толочко завершил на 5-м, а следующее — на 7-м месте в зоне Европы. В ноябре 2007 года в команду после 13 лет, проведённых в чемпионате Италии и двух неплохих сезонов в новокуйбышевской «Нове», вернулся один из самых любимых учеников Вячеслава Платонова — серебряный призёр Олимпиады в Сеуле 41-летний Юрий Чередник. Последний раз в составе родного клуба он вышел на площадку 2 марта 2008 года в матче против ростовского СКА-ЮРГУЭС.

### Новейшая история
Осенью 2008 года «Спартак» вновь был переименован в «Автомобилист». Под руководством заслуженного тренера Украины Сергея Владимировича Побережченко в сезоне-2008/09 команда победила в зоне Европы высшей лиги «Б» и первенствовала в финальном турнире, завоевав тем самым путёвку в высшую лигу «А».
В 2009 году на тренерский мостик «Автомобилиста» вернулся Андрей Толочко. В сезоне-2009/10 петербургский коллектив стал одним из открытий высшей лиги «А», заняв 4-е место; а в чемпионате-2010/11 досрочно финишировал на втором месте, завоевав право на возвращение в Суперлигу, причём добиться этого достижения команде удалось вопреки нестабильному финансовому положению, без привлечения группы опытных игроков, а за счёт сыгранности состава, основу которого составляли собственные воспитанники клуба.
Летом 2011 года из команды ушли 7 волейболистов, трое из них усилили клубы Суперлиги: диагональный Денис Земчёнок и либеро Артём Зеленков стали игроками краснодарского «Динамо», а доигровщик Дмитрий Леонтьев перебрался в «Газпром-Югру». Из-за финансовых проблем только менее чем за месяц до старта чемпионата России-2011/12 руководство «Автомобилиста» подтвердило, что команда примет в нём участие.
По итогам сезона-2011/12 команда, одержавшая в чемпионате лишь 4 победы при 22 поражениях, не смогла сохранить прописку в Суперлиге. В межсезонье главный тренер Андрей Толочко был приглашён в «Газпром-Югру», вместе с ним в Сургут переехали связующий Сергей Шульга, диагональный Владимир Пархута и либеро Виктор Белов. 14 сентября 2012 года «Автомобилист» решением Исполкома Всероссийской федерации волейбола был переведён в высшую лигу «Б». Перед стартом в третьем эшелоне российского чемпионата команду возглавила работавшая в системе «Ярославича» и казанского «Зенита» Татьяна Васильевна Образцова. С прошлого года в составе остались Александр Хайбулов и Антон Васильев, под знамёна «Автомобилиста» в новом сезоне была призвана группа 17-летних учащихся интерната олимпийского резерва.
Перед началом сезона-2013/14 президентом клуба стал Борис Коптин, известный по работе в комитете по внешним связям Санкт-Петербурга, а прежний многолетний руководитель «Автомобилиста» Владимир Самсонов занял должность вице-президента. На пост главного тренера команды вернулся Андрей Толочко, её состав усилили опытные волейболисты, среди которых мастера спорта Владимир Сухарев, Алексей Люстровой, чемпион России 1999 года Сергей Самсонов и воспитанник петербургского клуба Андрей Нырцов. «Автомобилист» занял 3-е место на предварительном групповом этапе, 2-е — в полуфинале зоны «Запад», 3-е в финале высшей лиги «Б» и стал участником переходного турнира в «Волей Граде», по итогам которого вместе с челябинским «Торпедо» завоевал путёвку в высшую лигу «А». По окончании сезона Толочко перешёл в тренерский штаб «Ленинградки», а наставником «Автомобилиста» стал его прежний помощник Евгений Лебедев.
В сезоне-2014/15 петербуржцы заняли 9-е место в первенстве высшей лиги «А». В сентябре 2015 года диагональный «Автомобилиста» Сергей Пирайнен в составе молодёжной сборной России завоевал золотую медаль на чемпионате мира в Мексике. По ходу сезона-2015/16 «Автомобилист» пропустил четыре матча высшей лиги «А», не сумев найти средства на выезды в Грозный и Георгиевск, вследствие чего решением Исполкома Всероссийской федерации волейбола от 29 января 2016 года команда была снята с чемпионата. С сезона-2016/17 «Автомобилист» выступал в высшей лиге «Б».
Летом 2017 года после создания в Санкт-Петербурге клуба «Зенит» «Автомобилист» стал его фарм-клубом. В сезоне-2017/18 подопечные Евгения Лебедева заняли 3-е место, а на финальном этапе команда, усилившаяся игроками «Зенита» Филиппом Воронковым, Денисом Шипотько и Денисом Черейским, уверенно финишировала первой и получила право вернуться в высшую лигу «А». В августе 2024 года «Зенит» вывел «Автомобилист» из своей системы, а в декабре, не сумев найти новых источников финансирования, «Автомобилист» снялся с чемпионата высшей лиги «А».

## Визитная карточка

### Прежние названия команды
- «Спартак» (до 1969 и в 2005—2008)
- «Автомобилист» (1970—2000, с сентября 2008)
- «Балтика» (2001—2004)

### Достижения
«Автомобилист» по состоянию на 31 марта 2019 года — обладатель 11 трофеев, что ставит его на пятое место в списке самых титулованных российских клубов.
- Чемпион СССР: 1938, 1939, 1957.
- Чемпион России: 1992, 1992/93.
- Серебряный призёр чемпионата СССР: 1940, 1976, 1977, 1978, 1978/79, 1979/80, 1980/81, 1982, 1989/90.
- Бронзовый призёр чемпионата СССР: 1958, 1972, 1973, 1974, 1975, 1984/85, 1987, 1987/88, 1988/89
- Бронзовый призёр чемпионата России: 1994/95.
- Обладатель Кубка СССР: 1983, 1989.
- Серебряный призёр Кубка СССР: 1988.
- Бронзовый призёр Кубка СССР: 1985, 1986, 1987.
- Серебряный призёр Кубка России: 1996.
- Бронзовый призёр Кубка России: 1995, 1998.
- Обладатель Кубка обладателей Кубков европейских стран: 1981/82, 1982/83; финалист: 1980/81.
- Обладатель Кубка Европейской конфедерации волейбола: 1987/88, 1988/89; финалист: 1989/90.

### Результаты в чемпионате СССР
- 1938 —  1-е место
- 1939 —  1-е место
- 1940 —  2-е место
- 1946 — 7-е место
- 1948 — 4-е место
- 1949 — 7-е место
- 1950 — 7-е место
- 1952 — 5-е место
- 1953 — 10-е место
- 1955 — 6-е место
- 1957 — класс «А»,  1-е место
- 1958 — класс «А»,  3-е место
- 1960 — класс «А», 10-е место
- 1961 — класс «А», 10-е место
- 1961/62 — класс «А», 14-е место
- 1965 — класс «А», 18-е место
- 1966 — класс «А», II группа, 5-е место
- 1968 — класс «А», II группа, 2-е место
- 1968/69 — класс «А», II группа,  2-е место
- 1969/70 — класс «А», I группа, 6-е место
- 1971 — класс «А», I группа, 4-е место
- 1972 — высшая лига,  3-е место
- 1973 — высшая лига,  3-е место
- 1974 — высшая лига,  3-е место
- 1975 — высшая лига,  3-е место
- 1976 — высшая лига,  2-е место
- 1977 — высшая лига,  2-е место
- 1978 — высшая лига,  2-е место
- 1978/79 — высшая лига,  2-е место
- 1979/80 — высшая лига,  2-е место
- 1980/81 — высшая лига,  2-е место
- 1982 — высшая лига,  2-е место
- 1982/83 — высшая лига, 5-е место
- 1983/84 — высшая лига, 4-е место
- 1984/85 — высшая лига,  3-е место
- 1985/86 — высшая лига, 4-е место
- 1987 — высшая лига,  3-е место
- 1987/88 — высшая лига,  3-е место
- 1988/89 — высшая лига,  3-е место
- 1989/90 — высшая лига,  2-е место
- 1990/91 — высшая лига, 5-е место

Открытый чемпионат СНГ
- 1991/92 — высшая лига, 5-е место

### Результаты в чемпионате России
| Сезон   | Лига                  | Место               | И  | В  | П  | С/П    | Главный тренер                    |
| ------- | --------------------- | ------------------- | -- | -- | -- | ------ | --------------------------------- |
| 1992    |                       | 1-е                 | 6  | 6  | 0  | 18:4   | Зиновий Чёрный                    |
| 1992/93 | Высшая лига (I)       | 1-е                 | 30 | 23 | 7  | 75:34  | Зиновий Чёрный                    |
| 1993/94 | Высшая лига (I)       | 4-е                 | 26 | 16 | 10 | 56:43  | Зиновий Чёрный                    |
| 1994/95 | Высшая лига (I)       | 3-е                 | 26 | 15 | 11 | 54:36  | Зиновий Чёрный                    |
| 1995/96 | Суперлига (I)         | 6-е                 | 33 | 13 | 20 | 48:70  | Вячеслав Платонов                 |
| 1996/97 | Суперлига (I)         | 4-е                 | 37 | 19 | 18 | 77:66  | Вячеслав Платонов                 |
| 1997/98 | Суперлига «А» (I)     | 6-е                 | 30 | 8  | 22 | 34:71  | Вячеслав Платонов                 |
| 1998/99 | Суперлига «Б» (II)    | 1-е                 | 30 | 20 | 10 | 75:39  | Вячеслав Платонов                 |
| 1999/00 | Суперлига (I)         | 5-е                 | 31 | 12 | 19 | 53:63  | Вячеслав Платонов                 |
| 2000/01 | Суперлига (I)         | 6-е                 | 42 | 15 | 27 | 64:96  | Вячеслав Платонов                 |
| 2001/02 | Суперлига (I)         | 7-е                 | 44 | 17 | 27 | 74:103 | Вячеслав Платонов                 |
| 2002/03 | Суперлига (I)         | 10-е                | 44 | 15 | 29 | 59:104 | Вячеслав Платонов                 |
| 2003/04 | Суперлига (I)         | 8-е                 | 28 | 13 | 15 | 47:58  | Вячеслав Платонов                 |
| 2004/05 | Суперлига (I)         | 14-е                | 36 | 4  | 32 | 36:103 | Вячеслав Платонов                 |
| 2005/06 | Высшая лига «А» (II)  | 12-е                | 44 | 6  | 38 | 37:121 | Вячеслав Платонов, Андрей Толочко |
| 2006/07 | Высшая лига «Б» (III) | 5-е (Зона Европы)   | 37 | 19 | 18 | 70:63  | Андрей Толочко                    |
| 2007/08 | Высшая лига «Б» (III) | 7-е (Зона Европы)   | 37 | 25 | 12 | 83:50  | Андрей Толочко, Сергей Исадичев   |
| 2008/09 | Высшая лига «Б» (III) | 1-е                 | 54 | 43 | 11 | 141:56 | Сергей Побережченко               |
| 2009/10 | Высшая лига «А» (II)  | 4-е                 | 44 | 28 | 16 | 95:70  | Андрей Толочко                    |
| 2010/11 | Высшая лига «А» (II)  | 2-е                 | 44 | 31 | 13 | 110:65 | Андрей Толочко                    |
| 2011/12 | Суперлига (I)         | 15-е                | 26 | 4  | 22 | 20:70  | Андрей Толочко                    |
| 2012/13 | Высшая лига «Б» (III) | 17-е (Зона «Запад») | 50 | 10 | 40 | 40:126 | Татьяна Образцова                 |
| 2013/14 | Высшая лига «Б» (III) | 3-е                 | 44 | 33 | 11 | 112:60 | Андрей Толочко                    |
| 2013/14 | Переходный турнир     | 2-е                 | 6  | 4  | 2  | 14:10  | Андрей Толочко                    |
| 2014/15 | Высшая лига «А» (II)  | 9-е                 | 44 | 16 | 28 | 77:100 | Евгений Лебедев                   |
| 2015/16 | Высшая лига «А» (II)  | 12-е                | 44 | 0  | 44 | 0:132  | Евгений Лебедев                   |
| 2016/17 | Высшая лига «Б» (III) | 9-е                 | 35 | 16 | 19 | 69:75  | Евгений Лебедев                   |
| 2017/18 | Высшая лига «Б» (III) | 1-е                 | 42 | 29 | 13 | 97:62  | Евгений Лебедев                   |
| 2018/19 | Высшая лига «А» (II)  | 7-е                 | 48 | 21 | 27 | 82:98  | Евгений Лебедев                   |
| 2019/20 | Высшая лига «А» (II)  | 16-е                | 26 | 4  | 22 | 20:70  | Юрий Чередник                     |
| 2020/21 | Высшая лига «А» (II)  | 14-е                | 20 | 7  | 13 | 33:47  | Андрей Нырцов                     |
| 2021/22 | Высшая лига «А» (II)  | 15-е                | 44 | 9  | 35 | 48:116 | Андрей Ноздрин                    |
| 2022/23 | Высшая лига «А» (II)  | 14-е                | 44 | 17 | 27 | 75:97  | Андрей Ноздрин                    |
| 2023/24 | Высшая лига «А» (II)  | 13-е                | 36 | 11 | 25 | 48:84  | Арсен Кириленко                   |

## Арена
Академия волейбола Вячеслава Платонова (Санкт-Петербург, Вязовая улица, 10).
Вместимость трибун — 1500 зрителей.